# 拉特科·托姆利亚诺维奇
拉特科·托姆利亚诺维奇（1966年9月12日—），克罗地亚男子手球运动员。他曾代表克罗地亚国家队参加冰岛举办的1995年世界男子手球锦标赛，获得亚军。